# 跑道 (航空)

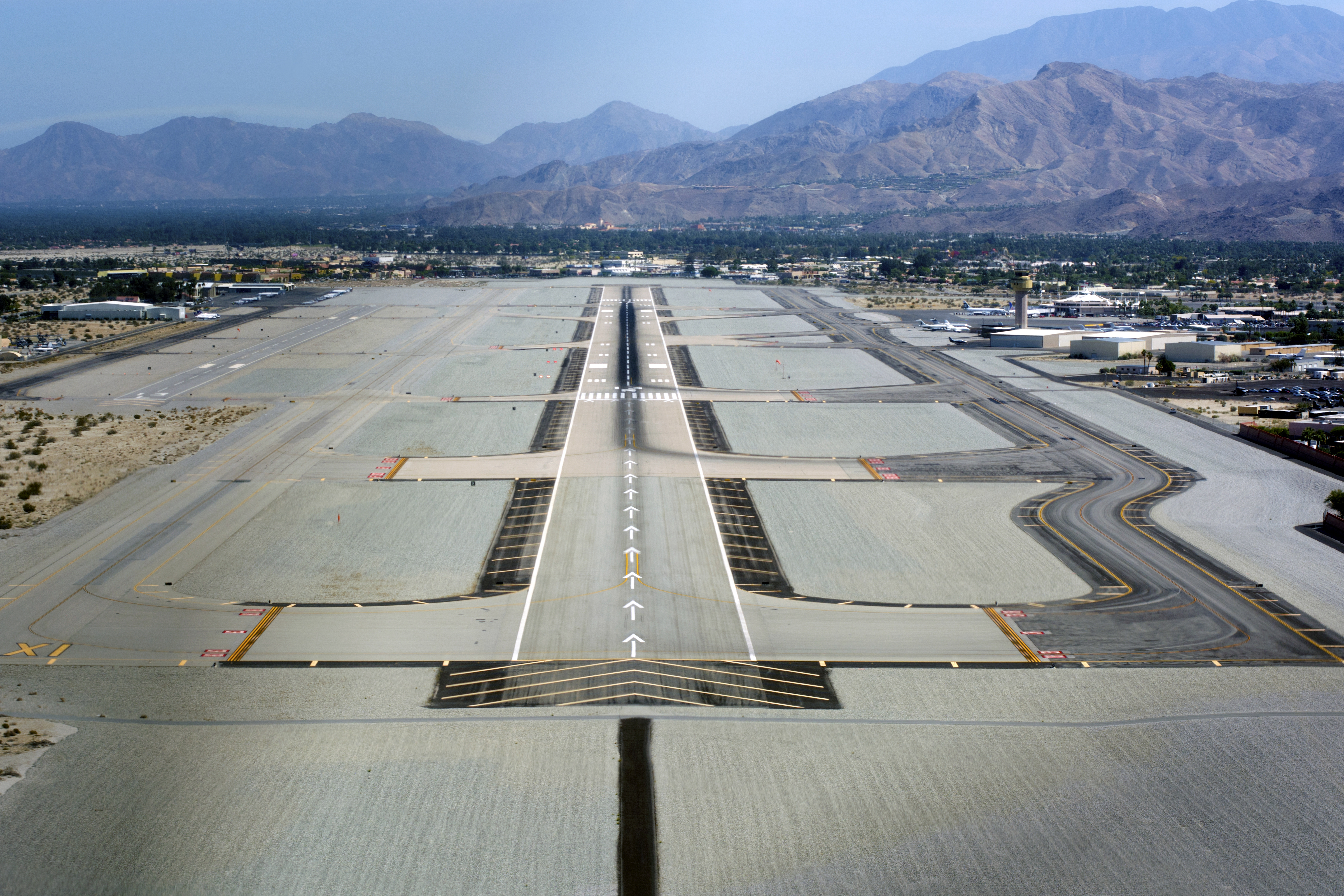
进近视角下的美国加利福尼亚州棕榈泉国际机场13R跑道。

跑道是供航空器起飛及着陆的長方形场地，地面以瀝青、混凝土、草皮、泥或者碎石铺设。
航空母艦上的起降甲板也是供予艦載機起飛及着降陸的跑道，配置飛機彈射器及阻拦索。

## 方向

22跑道

大型機場通常有多條跑道。這些跑道會根據它們的磁方位角而被命名，其方位角同时指明了该跑道的使用方向，即使用跑道时航空器的运动方向。命名的原則是取跑道磁方位角的前兩位數，所以可能有不同方向但是同名的跑道（比如方位角分別為171度和174度的兩條跑道，他們都叫做17号跑道）。因此，以「36跑道」指方位角为360度（向北）的跑道；以「09跑道」指方位角为94度（向東）的跑道；以「17跑道」指168度的跑道。由于跑道可能雙向使用，因使用方向变化，跑道对应的方位角也发生变化，所以一般跑道會有兩個數字名稱。上述方位角变化为180度，所以只要將其中一个跑道的數字名称上加或減18，就能得到跑道另一方向的名稱，例如「12跑道」相反方向便是「30跑道」。
如果機場有超過一條方向相同的跑道，它們便會在數字之後加以「L」、「C」、「R」來區別，分別代表左（Left）、中（Center）和右（Right）。例如 「15L」，「15C」，「15R」指三條互相平行，方位角均為150度的跑道。在英语對話時會叫作 "Runway One Five Left"，"Runway One Five Center"，"Runway One Five Right"。亦有機場採取相鄰數字對多條平行跑道編號，例如上海浦東機場（PVG）16L、16R、17L、17R四條跑道（為167度）。若為水上飛機專用之水上跑道，會在數字之後加「W」表示為水上跑道。例如美國夏威夷丹尼爾·井上國際機場（HNL）有8W/26W和4W/22W的水上跑道供水上飛機降落。
定翼航空器和直升机在起飛及着陆时通常都需要逆风进行，这是为了在保证有足够升力的前提下尽量降低航空器的地速，即相对地面的运动速度，以便减少在跑道上的滑行距离。所以根据当地的常年气象条件，有些機場會建有多條不平行跑道，以便在不同季节的不同風向下都可以使用，如東京國際機場（HND）；对于只有一条跑道或多条平行跑道的机场，其跑道方向通常与当地盛行风的方向一致，如高雄小港機場（KHH）。

## 长度
跑道长度一定程度上决定着可起降飞机的大小和类型，当然跑道道面的强度（通常用PCN值来表示）、跑道宽度和机场海拔高度对此也有影响。為了保險，起飛距離會比基本要求多15%，而著陸距離則多2/3。
各機場在不受地形限制的問題下跑道設計的長度由其所需起降的機種而定，一般螺旋槳飛機跑道長度至少1公里以上，噴射機至少1.5公里以上，廣體飛機就需要2公里以上，巨型飛機如波音747就需要3到3.8公里(取決於不同型號)，空巴A380則需要3公里。
目前，全球最長的跑道位於美國51区，長度達7093公尺。

## 标识
跑道上有各式的標誌和記號，通常包括跑道名称、跑道中心线、跑道入口、着陆点、接地区、跑道边界线等。国际民航组织规定，跑道的标志必须是白色的，而对于浅颜色跑道可通过加黑边的方式来改善显示效果。部分常降雪地區的機場跑道，會使用橙色標誌，以便與雪有所區別（如日本仙台機場（SDJ）、函館機場（HKD）、新千歲機場（CTS）01LR/19RL跑道）。跑道标线示意图如下：

- 防吹坪（英語：Blast pads，又名跑道喷流防护垫）

亦即跑道缓冲区（Overrun areas）或停止道（Stopways），设置在跑道的一端或两端，其用途为避免起飞时大型喷气式飞机引擎喷射的气流损坏跑道。另外该区域可作为紧急减速区使用，以免临时中断起飞或着陆失败情况下的飞机冲出跑道。防吹坪以黄色折线箭头标识指向跑道头，其强度低于跑道强度，因此除紧急情况外不得在防吹坪上滑行、起飞或降落。

- 跑道入口内移（英語：Displaced thresholds）

位移跑道头可以用于滑行和起飛滑跑，但由于障碍物、噪音限制或跑道强度等原因并不适合着陆。其上标有白色油漆内移箭头，指向跑道适合着陆的部分。

- 跑道

- 跑道入口（Threshold）：由横向线条和中心线两侧的狭长标线构成，标线条数与跑道寬度有关。
- 跑道中心线：跑道中心白色间隔线，通常每段长30米，间隔20米。
- 目标点标志（Aiming point）：通称“大白块”，是位于中心线两侧的粗条线，长30-60米，宽4-10米。
- 接地段标志（Touchdown zone）：接地段标志每侧条带的数量与此段开始的可用着陆距离有关。

## 燈光

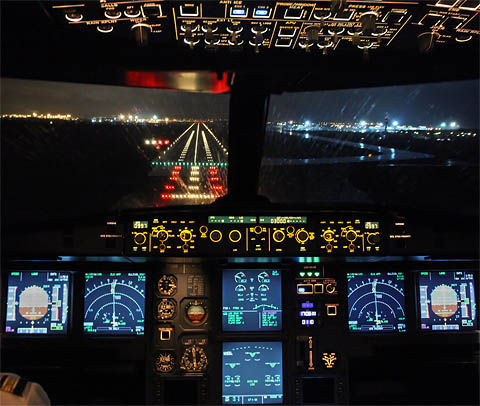
自A320驾驶室中看到的夜间跑道灯光

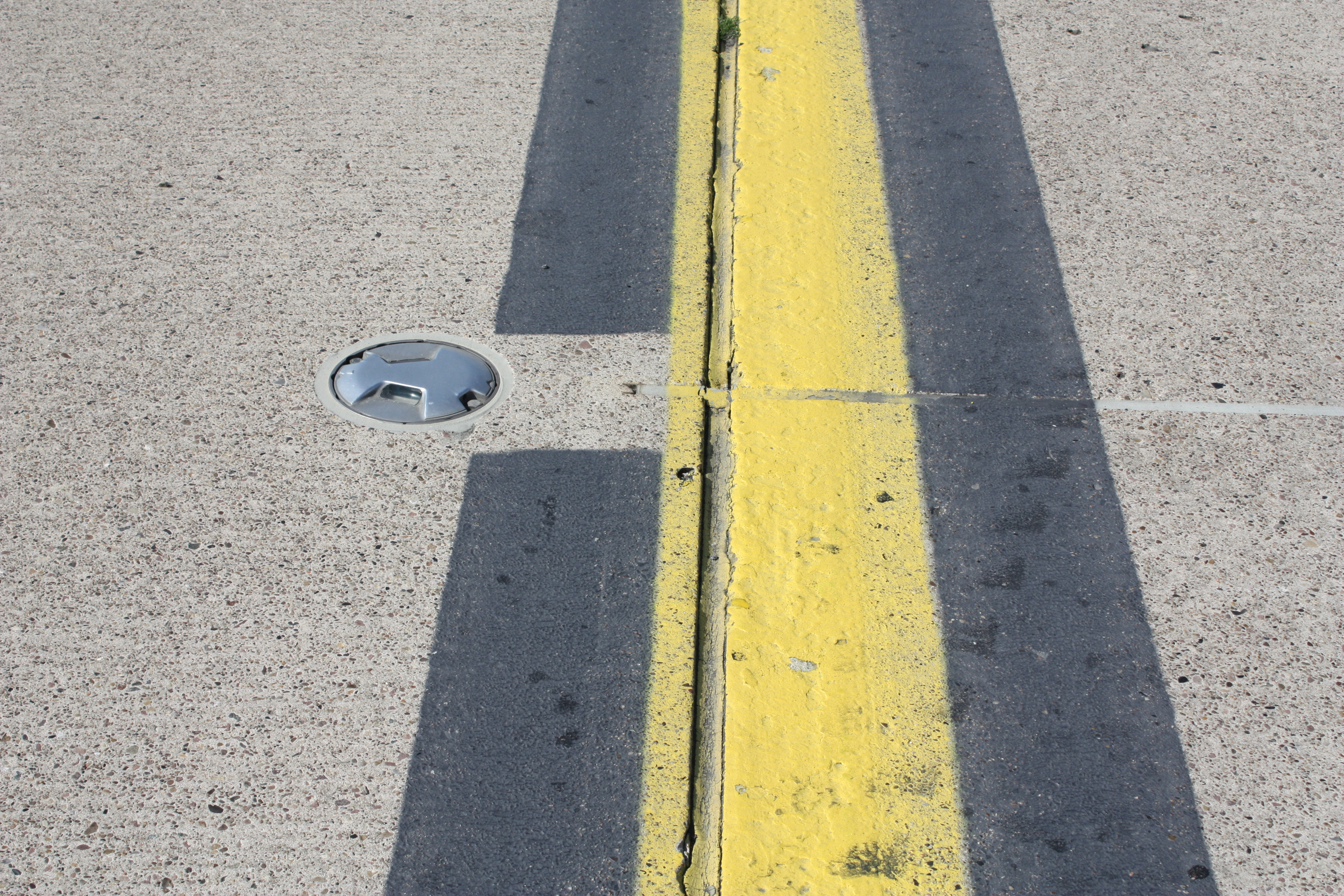
不萊梅機場的跑道燈

第一套跑道燈光系統於1930年在克里夫蘭市立機場（現稱克里夫蘭霍普金斯國際機場）開始使用。
現在，比較有規模的機場都會在跑道裝設燈光系統，以讓飛機在夜間昇降。在空中觀看，跑道燈光系統標示了跑道的輪廓。一條擁有燈光系統的跑道會包括以下數個（部分或全部）部分：
- 跑道末端指示燈（Runway End Identification Light，簡稱REIL）：一對安裝在跑道末端（左右各一）的燈光系統。燈泡可以是單向（面向進場航機）或全方向的閃燈。運作時，左右兩個燈泡會同步閃爍。
- 跑道末端燈（Runway End Light）：一列安裝在跑道末端的燈光。在普通的跑道上，左右會各有四枚燈泡。在精確進場跑道上，則需安裝至整條跑道的寬度。從進場的航機上看到的燈光是綠色，而在跑道上看到的燈光則為紅色。
- 跑道邊緣燈（Runway Edge Light）：安裝在跑道兩側的白色燈光。在精確進場跑道上，最後2,000呎（609.6米）的跑道燈光按規定須轉為黃色。滑行道邊緣燈則為藍色，以作識別。
- 跑道中線燈系統（Runway Centerline Light System，簡稱RCLS）：以50呎（15.24米）的間隔安裝在跑道中線內（燈泡不能露出地面）的燈光系統。燈光主要為白色，但最後1,000至3,000呎（304.8至914.4米）需轉為紅白相間，而在最後1,000呎（304.8米）則需轉為紅色。
- 著地區域燈（Touch Down Zone Light，簡稱TDZL）：安裝在跑道中線兩邊的白色指示燈，左右兩邊每列三個燈泡，以標示著地區域。著地區域燈需安裝在跑道的首3,000呎（914.4米）區域或至跑道正中央（以較少者為準）。

另外，美國正在試行一種新的指示燈系統──跑道狀態燈（Runway Status Light）。至於部分無人操作的飛機場，則使用由機師控制的照明系統。機師可以在晚上或能見度低的情況下，遙控打開地面照明。
2000年10月31日在台灣發生的新加坡航空006號班機空難，其中一項原因就是跑道和滑行道燈號疑似造成機師混淆，以至於機師誤入整修中的滑行道而撞上閒置的工程機具導致全機爆炸燒燬。

### 控制
跑道燈光是由機場的指揮塔台、飛行服務站或者其他指定單位來控制的。無塔台機場等一些其他的機場，則裝備有供飛行員控制的燈光系統，在沒有其他單位控制燈光的情況下，飛行員可以自行調控。